# Collegio uninominale Lombardia 2 - 03 (2017)
Il collegio elettorale uninominale Lombardia 2 - 03 è stato un collegio elettorale uninominale della Repubblica Italiana per l'elezione della Camera tra il 2017 ed il 2022.

## Territorio
Come previsto dalla legge elettorale italiana del 2017, il collegio era stato definito tramite decreto legislativo all'interno della circoscrizione Lombardia 2.
Era formato dal territorio di 59 comuni: Albizzate, Angera, Arsago Seprio, Azzate, Bardello, Besnate, Besozzo, Biandronno, Bodio Lomnago, Brebbia, Bregano, Brunello, Buguggiate, Cadrezzate, Cairate, Carnago, Caronno Varesino, Casale Litta, Casorate Sempione, Cassano Magnago, Castelseprio, Castiglione Olona, Castronno, Cavaria con Premezzo, Cazzago Brabbia, Comabbio, Crosio della Valle, Daverio, Gallarate, Galliate Lombardo, Gazzada Schianno, Golasecca, Gornate Olona, Inarzo, Ispra, Jerago con Orago, Leggiuno, Lonate Ceppino, Lozza, Malgesso, Mercallo, Monvalle, Morazzone, Mornago, Oggiona con Santo Stefano, Osmate, Ranco, Sesto Calende, Solbiate Arno, Sumirago, Taino, Ternate, Tradate, Travedona-Monate, Varano Borghi, Vedano Olona, Venegono Inferiore, Venegono Superiore e Vergiate.
Il collegio era quindi interamente compreso nella provincia di Varese.
Il collegio era parte del Collegio plurinominale Lombardia 2 - 01.

## Eletti
| Elezione | Elezione | Deputato             | Gruppo parlamentare    |
| -------- | -------- | -------------------- | ---------------------- |
|          | 2018     | Matteo Luigi Bianchi | Lega - Salvini Premier |

## Dati elettorali

### XVIII legislatura
Come previsto dalla legge elettorale, 232 deputati erano eletti con sistema a maggioranza relativa in altrettanti collegi uninominali a turno unico.
| Candidati              | Candidati                      | Voti    | %     | Liste                           | Voti    | %     |
| ---------------------- | ------------------------------ | ------- | ----- | ------------------------------- | ------- | ----- |
|                        | Matteo Luigi Bianchi ✔️ Eletto | 89 423  | 49,29 | Lega                            | 56 779  | 31,29 |
| Forza Italia           | Matteo Luigi Bianchi ✔️ Eletto | 89 423  | 49,29 | 23 960                          | 13,21   |       |
| Fratelli d'Italia      | Matteo Luigi Bianchi ✔️ Eletto | 89 423  | 49,29 | 6 699                           | 3,69    |       |
| Noi con l'Italia - UDC | Matteo Luigi Bianchi ✔️ Eletto | 89 423  | 49,29 | 1 985                           | 1,09    |       |
|                        | Alessandra Viola               | 41 971  | 23,13 | Movimento 5 Stelle              | 41 971  | 23,13 |
|                        | Rosalba Folino                 | 39 430  | 21,73 | Partito Democratico             | 33 375  | 18,39 |
| +Europa                | Rosalba Folino                 | 39 430  | 21,73 | 4 801                           | 2,65    |       |
| Italia Europa Insieme  | Rosalba Folino                 | 39 430  | 21,73 | 656                             | 0,36    |       |
| Civica Popolare        | Rosalba Folino                 | 39 430  | 21,73 | 598                             | 0,33    |       |
|                        | Cinzia Colombo                 | 3 995   | 2,20  | Liberi e Uguali                 | 3 995   | 2,20  |
|                        | Rossana Carta                  | 2 095   | 1,15  | CasaPound                       | 2 095   | 1,15  |
|                        | Elena Cadenazzi                | 1 466   | 0,81  | Il Popolo della Famiglia        | 1 466   | 0,81  |
|                        | Marilina Castiglioni           | 937     | 0,52  | Potere al Popolo!               | 937     | 0,52  |
|                        | Alice Macchi                   | 686     | 0,38  | Grande Nord                     | 686     | 0,38  |
|                        | Laura Aspesi                   | 410     | 0,23  | 10 Volte Meglio                 | 410     | 0,23  |
|                        | Anna Maria Scopelliti          | 388     | 0,21  | Partito Valore Umano            | 388     | 0,21  |
|                        | Alan Semilia                   | 378     | 0,21  | Per una Sinistra Rivoluzionaria | 378     | 0,21  |
|                        | Altea De Nicola                | 141     | 0,08  | Blocco Nazionale per le Libertà | 141     | 0,08  |
|                        | Deborah Tognin                 | 118     | 0,07  | PRI - ALA                       | 118     | 0,07  |
| Totale                 | Totale                         | 181 438 | 100   |                                 | 181 438 | 100   |
|                        |                                |         |       |                                 |         |       |
| Voti non validi        | Voti non validi                | 5 670   | 3,03  |                                 |         |       |
| Votanti                | Votanti                        | 187 108 | 76,77 |                                 |         |       |
| Elettori               | Elettori                       | 243 724 |       |                                 |         |       |